# Тарасов Максим Володимирович
Максим Володимирович Тарасов (рос. Макси́м Влади́мирович Тара́сов; нар. 2 грудня 1970, Ярославль, Російська РФСР) — російський легкоатлет, що спеціалізується на стрибках з жердиною, олімпійський чемпіон 1992 року, бронзовий призер Олімпійських ігор 2000 року, чемпіон світу та Європи, багаторазовий призер чемпіонатів світу. Заслужений майстер спорту Росії.

## Біографія
Максим Тарасов народився 2 грудня 1970 року в місті Ярославль. Легкою атлетикою почав займатися з дев'яти років. Його тренером був Олексій Скулябін.
Починаючи з юніорського рівня демонстрував високі результати. Йому вдалося стати срібним призером чемпіонату світу та чемпіоном Європи у цій віковій категорії. На обидвох турнірах спортсмен демонстрував результат 5.60 м. Першим дорослим досягненням спортсмена стала бронзова медаль чемпіонату світу 1991 року в Токіо. Зумів пробитися до складу Об'єднаної команди на Олімпійські ігри 1992 року, що відбувалися в Барселоні. Там сенсаційно зумів стати олімпійським чемпіоном. Висоту 5.80 м Тарасов взяв з першої спроби, на відміну від свого партнера по команді Ігоря Транденкова, який підкорив цю висоту з третьої спроби, що і зробило Тарасова переможцем змагань, оскільки наступні висоти були невдалими для обидвох спортсменів. Також на такий остаточний розподіл нагород повпливав провал чинного олімпійського чемпіона, чемпіона світу та рекордсмена світу Сергія Бубки, який у фіналі не зумів взяти першу для себе висоту.
Протягом наступних двох олімпійських циклів продовжував успішно виступати на великих змаганнях. З кожного чемпіонату світу спортсмен поветався з нагородами. Спершу в 1993 році він став бронзовим призером, на чемпіонатах світу 1995 та 1997 років ставав срібним призером, поступаючись лише Сергію Бубці. На чемпіонаті світу 1999 року показав високий результат 6.02 м, та здобув звання чемпіона світу. Окрім цього у 1999 році встановив новий рекорд Росії 6.05 м, що є шостим результатом в історії стрибків із жердиною. На Олімпійських іграх у Сіднеї був у числі фаворитів. У фіналі чотири спортсмени показали одинаковий результат 5.90 м, але Тарасов витратив на нього усі три спроби, що зробило його лише бронзовим призером змагань.
У 2001 році на тірнірі Золотої ліги ІААФ в Монако отримав серйозну травму, що і спонукало спортсмена невдовзі завершити кар'єру.

## Кар'єра
| Рік                           | Змагання                       | Місто                   | Місце            | Примітки         |
| Представник СРСР              | Представник СРСР               | Представник СРСР        | Представник СРСР | Представник СРСР |
| ----------------------------- | ------------------------------ | ----------------------- | ---------------- | ---------------- |
| 1988                          | Чемпіонат світу серед юніорів  | Садбері, Канада         | 2                | 5.60 м           |
| 1989                          | Чемпіонат Європи серед юніорів | Вараждин, Югославія     | 1                | 5.60 м           |
| 1991                          | Чемпіонат світу                | Токіо, Японія           | 3                | 5.85 м           |
| Представник Об'єднана команда |                                |                         |                  |                  |
| 1992                          | Олімпійські ігри               | Барселона, Іспанія      | 1                | 5.80 м           |
| Представник Росія             |                                |                         |                  |                  |
| 1993                          | Чемпіонат світу                | Штутгарт, Німеччина     | 3                | 5.80 м           |
| 1993                          | Фінал Гран-прі IAAF            | Лондон, Велика Британія | 3                | 5.80 м           |
| 1995                          | Чемпіонат світу в приміщенні   | Барселона, Іспанія      | 7                | 5.60 м           |
| 1995                          | Чемпіонат світу                | Гетеборг, Швеція        | 2                | 5.86 м           |
| 1995                          | Фінал Гран-прі IAAF            | Монте-Карло, Монако     | 3                | 5.80 м           |
| 1996                          | Фінал Гран-прі IAAF            | Мілан, Італія           | 1                | 5.90 м           |
| 1997                          | Чемпіонат світу в приміщенні   | Париж, Франція          | 3                | 5.80 м           |
| 1997                          | Чемпіонат світу                | Афіни, Греція           | 2                | 5.96 м           |
| 1997                          | Фінал Гран-прі IAAF            | Фукуока, Японія         | 2                | 6.00 м           |
| 1998                          | Чемпіонат Європи               | Будапешт, Угорщина      | 1                | 5.81 м           |
| 1998                          | Фінал Гран-прі IAAF            | Москва, Росія           | 1                | 5.95 м           |
| 1999                          | Чемпіонат світу                | Севілья, Іспанія        | 1                | 6.02 м CR        |
| 1999                          | Фінал Гран-прі IAAF            | Мюнхен, Німеччина       | 1                | 5.85 м           |
| 2000                          | Олімпійські ігри               | Сідней, Австралія       | 3                | 5.90 м           |